# Туту Джонс
Туту Джонс (англ. Tutu Jones), настоящее имя Джон Джонс-младший (англ. John Jones Jr.); 9 сентября 1966 года, Даллас, Техас, США  — американский блюзовый гитарист и барабанщик, певец, автор песен. Номинант Blues Music Awards в номинации «Альбом соул-блюза» (1997) .

## Биография
Родился в Далласе в 1966 году в семье R&B-гитариста Джонни Би Джонса. В доме часто бывали известные блюзмены, например Фредди Кинг и Литтл Джо Блу, и Туту Джонс рано познакомился с блюзом. Он начал учиться играть на гитаре с пяти лет. Прозвище «Туту» ему придумал отец. Как вспоминал сам музыкант «На меня оказали влияние многочисленные факторы, начиная, конечно, с моего отца, затем блюз Альберта Кинга и Фредди Кинга или Альберта Коллинза, но я также слушал других великих гитаристов, таких как Джордж Бенсон, Уэс Монтгомери или Кенни Баррелл» 
Профессиональную карьеру начал ещё в подростковом, если не сказать, в детском возрасте в качестве барабанщика. Начав в 1976 году в десятилетнем возрасте играть позади своего дяди Бэрфута Миллера и в группе второго дяди LC Clark & The Four Deuces, выступал в основном в Далласе и его окрестностях. С 1979 года работал в группе  RL Griffen & The Dallas SuperStars, где тогда пел Зи Зи Хилл и уже ездил на гастроли . Позднее он работал с Ар Эл Бёрнсайдом, и некоторое время был занят в группе Литтл Милтона . В 1989 году он создал собственную группу, где уже играл на гитаре и пел. Дебютный альбом I'm For Real он выпустил в Британии на JSP Records в 1994 году. Этот альбом дал ему возможность совершить гастроли по США и дать несколько концертов в Европе. Его заметила Rounder Records и подписала с ним контракт . Альбом Blues Texas Soul 1996 года получил номинацию Blues Music Awards как лучший альбом соул-блюза.
В настоящее время живёт в Остине, Техас и выступает со своей группой в клубах.
Austin Chronicle: «Блюзмены — традиционалисты, но Джонс учится, как совмещать душевное пение с приторным блюзом, который вживую звучит так же потно, как и в тихих студиях»
«Он прежде всего индивидуалист, который накладывает очень личный отпечаток на каждую сыгранную им ноту и каждый слог, который он поёт. Его можно назвать живым олицетворением звучания Южного Далласа, где встречаются блюз и соул, и которые становятся сильнее благодаря этому» 
«Туту, безусловно, умеет играть на своем инструменте. У него также приятный голос среднего диапазона. Музыка иногда звучит немного как „типичный современный блюз“» 

## Дискография
| Год  | Название         | Лейбл           |
| ---- | ---------------- | --------------- |
| 1994 | I'm For Real     | JSP Records     |
| 1996 | Blues Texas Soul | Rounder Records |
| 1998 | Staying Power    | Rounder Records |
| 2005 | Tutu Jones Live  | Doc Blues       |
| 2009 | Inside Out       | CD Baby         |